# Vladas Sidoravicius
Vladas Sidoravicius (Vilnius, Lituânia, 1963 – Xangai, 23 de maio de 2019) foi um matemático lituano-brasileiro, especialista em teoria das probabilidades.

## Formação e carreira
Na Universidade de Vilnius Sidoravicius graduou-se em matemática com diploma em 1985 e mestrado em 1986. Na Universidade Estatal de Moscou matriculou-se em 1986 e obteve um doutorado em 1990, orientado por Vadim Aleksandrovich Malyshev. Na Universidade de Heidelberg e na Universidade Paris Dauphine Sidoravicius fez o pós-doutorado de 1991 a 1993. No início da década de 1990 obteve reputação internacional por suas pesquisas em teoria das probabilidades. Em 1993 foi para o Brasil. Foi naturalizado brasileiro e tornou-se professor titular do Instituto de Matemática Pura e Aplicada (IMPA) no Rio de Janeiro de 1999 a 2015, quando foi para a China. Na New York University Shanghai (NYU Shanghai) foi professor de matemática e serviu como diretor do Instituto de Ciências Matemáticas da NYU-ECNU (East China Normal University) de 2015 até sua morte em 2019, aos 55 anos de idade.
Sidoravicius foi autor ou coautor de mais de 100 artigos em periódicos científicos. Foi um colaborador frequente de Harry Kesten. O artigo de ambos de 2008 A Shape Theory for the Spread of an Infection é particularmente notável.
Foi palestrante convidado do Congresso Internacional de Matemáticos em Seul (2014: Criticality and Phase Transitions: five favorite pieces). Em 2019 a XXIII "Escola Brasileira de Probabilidade" (XXIII Brazilian School of Probability) foi dedicada a sua memória.

## Publicações selecionadas

### Artigos
- Kesten, H.; Sidoravicius, V.; Zhang, Yu (1998). «Almost all words are seen in critical site percolation on the triangular lattice» (PDF). Electronic Journal of Probability. 3 (10): 1–75. doi:10.1214/EJP.v3-32
- Kesten, H.; Sidoravicius, V. (2003). «Branching random walk with catalysts» (PDF). Electronic Journal of Probability. 8 (5): 1–51. doi:10.1214/EJP.v8-127
- Sidoravicius, Vladas; Sznitman, Alain-Sol (2004). «Quenched invariance principles for walks on clusters of percolation or among random conductances». Probability Theory and Related Fields. 129 (2): 219–244. doi:10.1007/s00440-004-0336-0
- Kesten, Harry; Sidoravicius, Vladas (2005). «The spread of a rumor or infection in a moving population». The Annals of Probability. 33 (6): 2402–2462. doi:10.1214/009117905000000413
- Alexander, Kenneth S.; Sidoravicius, Vladas (2006). «Pinning of polymers and interfaces by random potentials». The Annals of Applied Probability. 16 (2): 636–669. doi:10.1214/105051606000000015
- Kesten, Harry; Sidoravicius, Vladas (2006). «A phase transition in a model for the spread of an infection». Illinois Journal of Mathematics. 50 (1–4): 547–634. doi:10.1215/ijm/1258059486 2009
- Sidoravicius, V.; Sznitman, A. S. (2010). «Connectivity bounds for the vacant set of random interlacements. In Annales de l'IHP Probabilités et statistiques». 46 (4): 976–990
- Ellwood, David; Newman, Charles; Sidoravicius, Vladas; Werner, Wendelin (2012). «Probability and Statistical Physics in Two and More Dimensions». Clay Mathematical Proceedings. vol. 15; XIV Brazilian School of Probability , July 11–August 7, 2010

### Livros
- Sidoravicius, V., ed. (31 de agosto de 2009). New Trends in Mathematical Physics: Selected contributions of the XVth International Congress on Mathematical Physics. [S.l.]: Springer Science & Business Media. ISBN 978-90-481-2810-5
- Sidoravicius, V., ed. (2002). In and Out of Equilibrium: Probability with a Physics Flavor. Col: Progress in Probability. 51. [S.l.]: Birkhäuser Basel. pp. vii+472. doi:10.1007/978-1-4612-0063-5
- Sidoravicius, V., ed. (2019). Sojourns in Probability Theory and Statistical Physics: A Festschrift for Charles M. Newman. Col: Proceedings in Mathematics & Statistics. (3 vols.). [S.l.]: Springer
  - Vol. I. Spin Glasses and Statistical Mechanics. [S.l.: s.n.]
  - Vol. II.  Brownian Web and Percolation. [S.l.: s.n.]
  - Vol. III. Interacting Particle Systems and Random Walks. [S.l.: s.n.]